# Przemko głogowski
Przemko (Przemysł, Przemek) (II) głogowski (ur. pomiędzy 1300 a 1308, zm. 11 stycznia 1331) – do 1321 pod opieką matki i braci, jako książę żagański, do 1317 książę ścinawski, 1312–1314 poznański, od 1318 książę głogowski (do 1321 z bratem Henrykiem IV).

## Genealogia i dzieciństwo
Przemko był piątym pod względem starszeństwa (najmłodszym) synem Henryka III głogowskiego i Matyldy brunszwickiej. Nie wiadomo kiedy dokładnie się urodził, ale w chwili śmierci ojca w 1309 r. był jeszcze małoletni i znalazł się pod opieką braci oraz matki, która otrzymała jako oprawę wdowią miasto Głogów z przynależnościami.

## Podziały ojcowizny. Utrata Wielkopolski
W 1312 nastąpił pierwszy formalny podział ojcowizny, w wyniku którego Przemko, razem ze starszymi braćmi Henrykiem IV i Janem, wspólnie zostali książętami Żagania, Ścinawy i Poznania. Dwa lata później w wyniku akcji Władysława Łokietka, większość Wielkopolski (bez ziem po rzekę Obrę) została jednak przez nich utracona.

## Przemek księciem głogowskim. Ślub z Konstancją świdnicką
W 1318 zmarła matka książąt Matylda, w wyniku czego do dzielnicy Henryka IV i Przemka (Jan od 1317 był samodzielnym księciem ścinawskim) został dołączony Głogów. Ostateczny podział ojcowego dziedzictwa nastąpił w 1321, kiedy Przemko został samodzielnym księciem głogowskim. Niewiele wiemy o jego panowaniu. 29 lipca 1326 zawarł z braćmi Henrykiem IV i Janem układ o przeżycie, który gwarantował im po połowie swojego księstwa w przypadku bezpotomnej śmierci (podobne prawa przysługiwały Przemkowi).
Książę głogowski nie zamierzał jednak rezygnować z własnego potomstwa i jeszcze w tym samym roku poślubił córkę księcia świdnickiego Bernarda, Konstancję. Małżeństwo z córką bliskiego współpracownika Władysława Łokietka skłoniło Przemka również do bliższego związania się z królem polskim.

## Opór przeciwko polityce Jana Luksemburczyka
Na efekty nowej polityki nie trzeba było długo czekać i od 1327 rozpoczęły się naciski króla czeskiego Jana Luksemburczyka. Szczególnie ciężki okres dla księcia głogowskiego nastąpił zwłaszcza po 1329, kiedy jako jedyny z synów Henryka III głogowskiego oparł się potędze Luksemburczyka i odmówił złożenia hołdu lennego. Do legendy przeszła wypowiedź księcia zapisana przez "Kronikę książąt polskich", że woli na jednym koniu ojcowiznę opuścić niż uznać się poddanym obcego władcy. Karą za opór przeciwko władcy czeskiemu było wydziedziczenie Przemka z dziedzictwa dzierżonego przez braci.

## Śmierć w wyniku otrucia
Przemko głogowski zmarł niespodziewanie 11 stycznia 1331 w wieku niespełna trzydziestu lat i został pochowany w Głogowie. Istnieją pewne przypuszczenia zapisane w formie pewnika tylko przez wspomnianą "Kronikę książąt polskich", że książę został otruty przez swoich własnych wasali. Nie znamy jednak ani sprawców zbrodni, ani tym bardziej motywów, jakimi się kierowali. Możemy tylko przypuszczać, że powodem przedwczesnego zgonu Przemka stała się jego zbyt niezależnie prowadzona polityka.

## Sprawa oprawy wdowiej Konstancji
Przemek zabezpieczył żonę oprawą wdowią na ziemi głogowskiej. Wkrótce, bo już we wrześniu 1331, pod murami miasta pojawił się jednak Jan Luksemburski, uzurpując sobie tutaj władzę. Nie mając szans na skuteczną obronę, miasto skapitulowało 2 października, a księstwo zostało wcielone do Korony Świętego Wacława. Przybycie armii czeskiej pod Głogów i zwłoka, która wtedy nastąpiła, miały kapitalne znaczenie dla Władysława Łokietka, uniemożliwiając jego wrogom, tj. Krzyżakom i Luksemburgom, skoordynowanie działań. Zmuszona do wyjazdu Konstancja znalazła się na dworze dziadków – Władysława Łokietka i Jadwigi kaliskiej. Wkrótce też otrzymała uposażenie w postaci ziemi sądeckiej i zamieszkała w klasztorze w Starym Sączu. Jej sytuacja zmieniła się, gdy należne sobie dobra sądeckie i przeorat klasztoru objęła w 1336 r. królowa Jadwiga, wdowa po Władysławie Łokietku (według tradycji ciągnącej się od czasu Bolesława Wstydliwego ziemia sądecka wraz z tytułem przeoryszy zakonu stanowiła oprawę wdowią kolejnych władczyń krakowskich). Wdowa po Przemku do końca życia tytułowała się księżną głogowską, choć ziemię tę odzyskała dopiero na kilka lat przed śmiercią w 1360, na skutek dyplomatycznych zabiegów brata, Bolka II Małego. Konstancja zmarła ok. 1362 i została pochowana w sądeckim klasztorze.